# Elizabeth Butler
Elizabeth Southerden Butler, född Thompson 3 november 1846 i Lausanne i Schweiz, död 2 oktober 1933, var en brittisk målare.

## Biografi
Elizabeth Butler var en av få brittiska kvinnliga målare som blev en erkänd historiemålare, med specialitet krigsmålningar. Hon föddes som dotter till Thomas James Thompson (1812–1881) och hans andra fru Christiana Weller (1825–1910). Hon var syster till essäisten och poeten Alice Meynell. Hon började utbilda sig i målning 1862, när hon fortfarande bodde i Italien. År 1866 flyttade hon till London och började studier på Female School of Art på Royal College of Art. År 1869 flyttade familjen till Florens, där hon studerade på Accademia di Belle Arti di Firenze för Giuseppe Bellucci (1827–1882).
Hennes berömmelse var som störst efter det att hon 1877 gift sig med militären William Francis Butler, som påverkade henne att tro på att Storbritanniens och andra europeiska länders imperialistiska mission inte stod i överensstämmelse med den infödda befolkningens intressen. Några av hennes mest berömda militärmålningar var från napoleonkrigen, men hon skapade målningar från flera krig som Storbritannien var inblandat i under 1800-talet, samt även första världskriget. När hennes man avslutade sin krigstjänst flyttade hon med honom till Irland och bodde på Bansha Castle i County Tipperary. År 1910 dog hennes man, men hon bodde kvar på Bansha Castle till 1922, då hon flyttade till det yngsta av sina sex barn, Eileen, på Gormanston Castle i County Meath.

## Bildgalleri

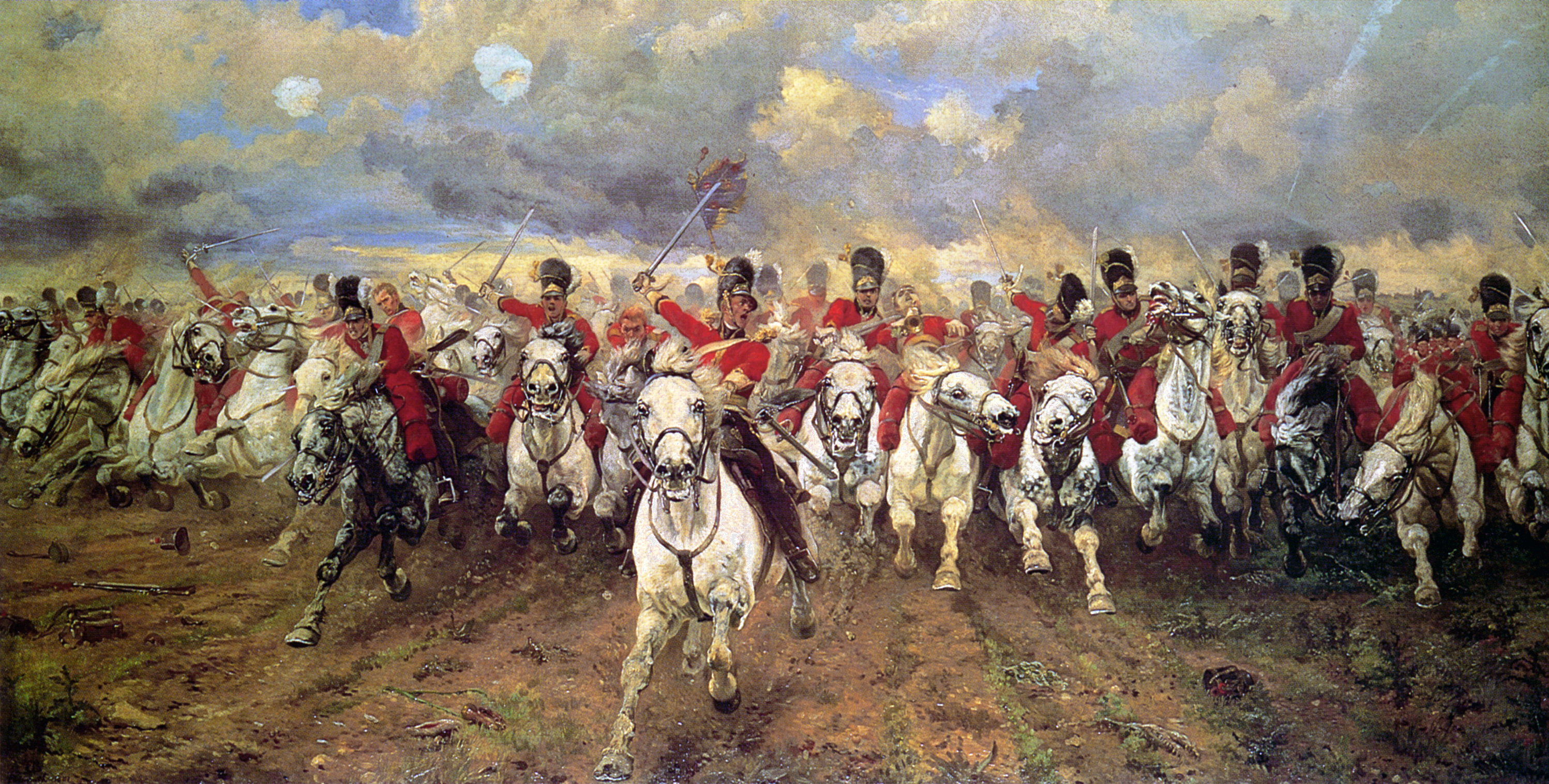
Scotland Forever!, 1881 (Slaget vid Waterloo)
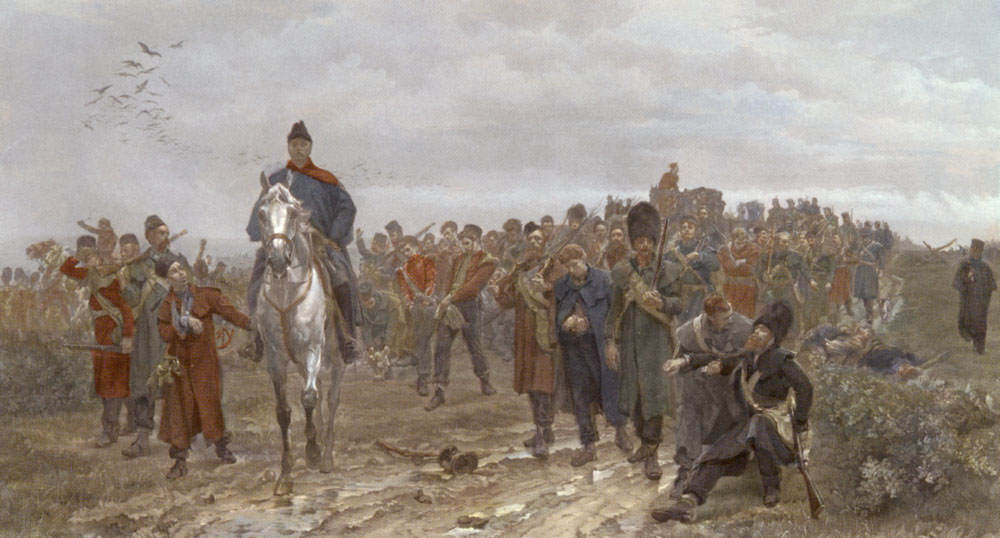
The Return from Inkerman (Slaget vid Inkerman)
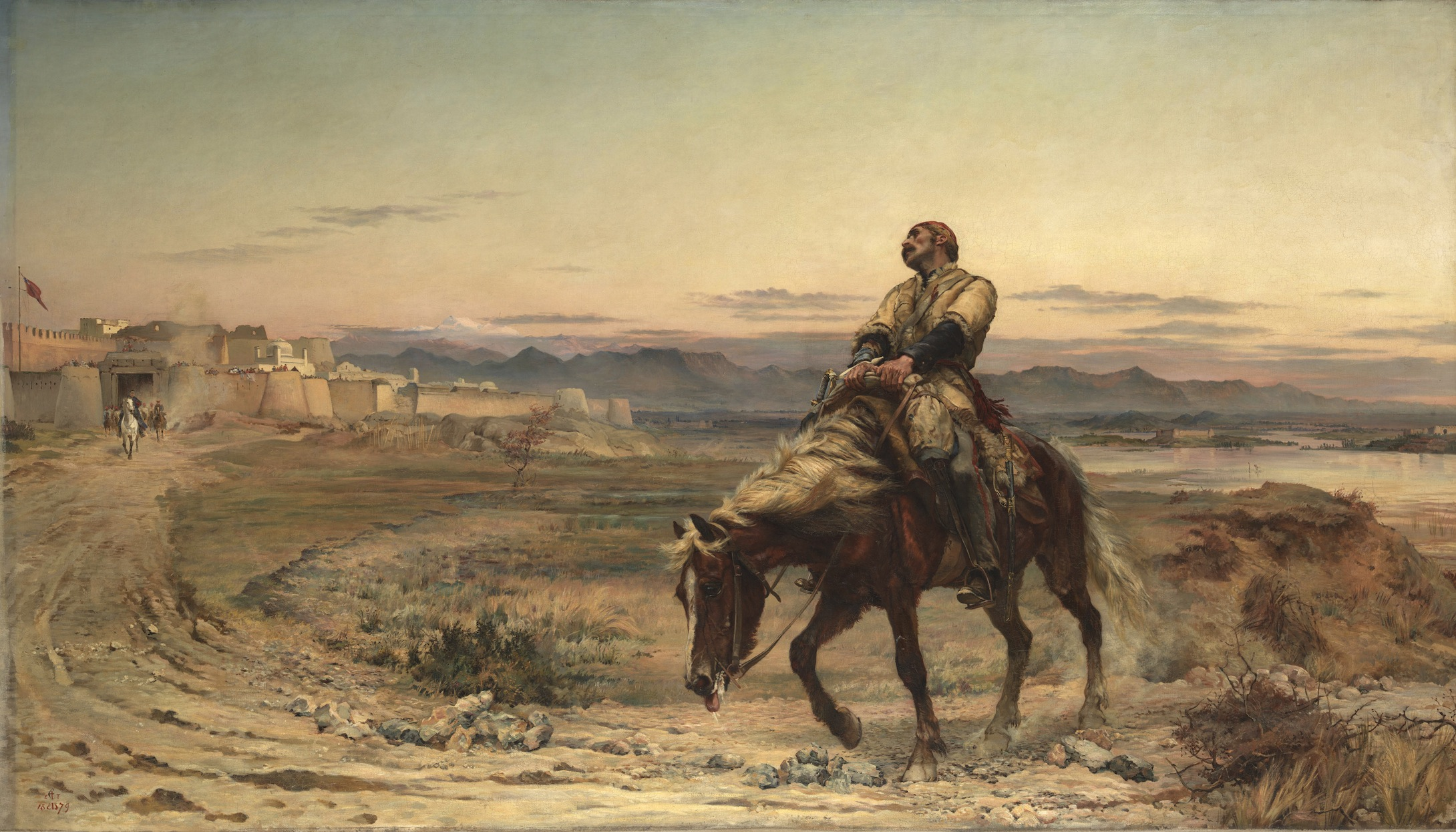
Återstoden av en armé, från brittiska arméns återtåg 1842 från Kabul
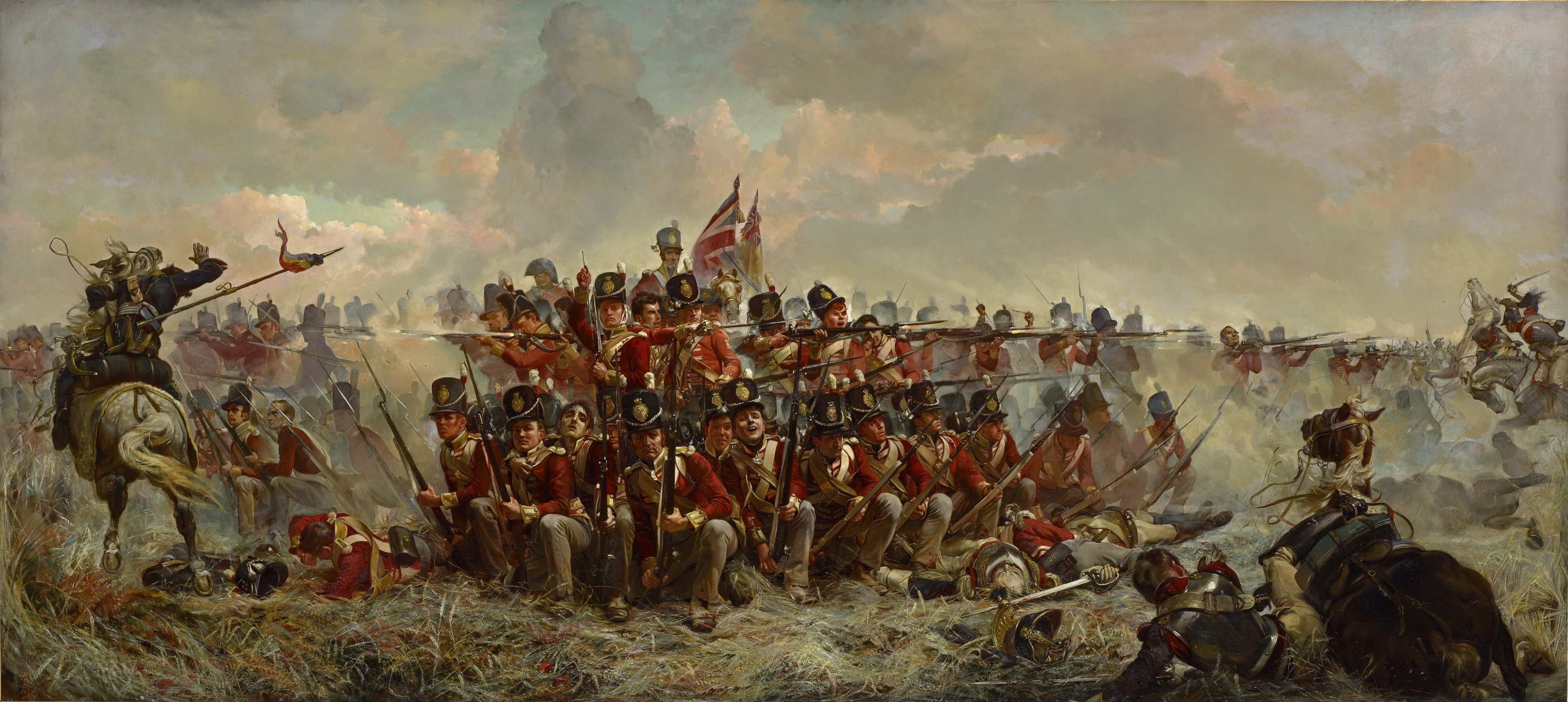
The 28th Regiment at Quatre Bras (Slaget vid Quatre Bras)
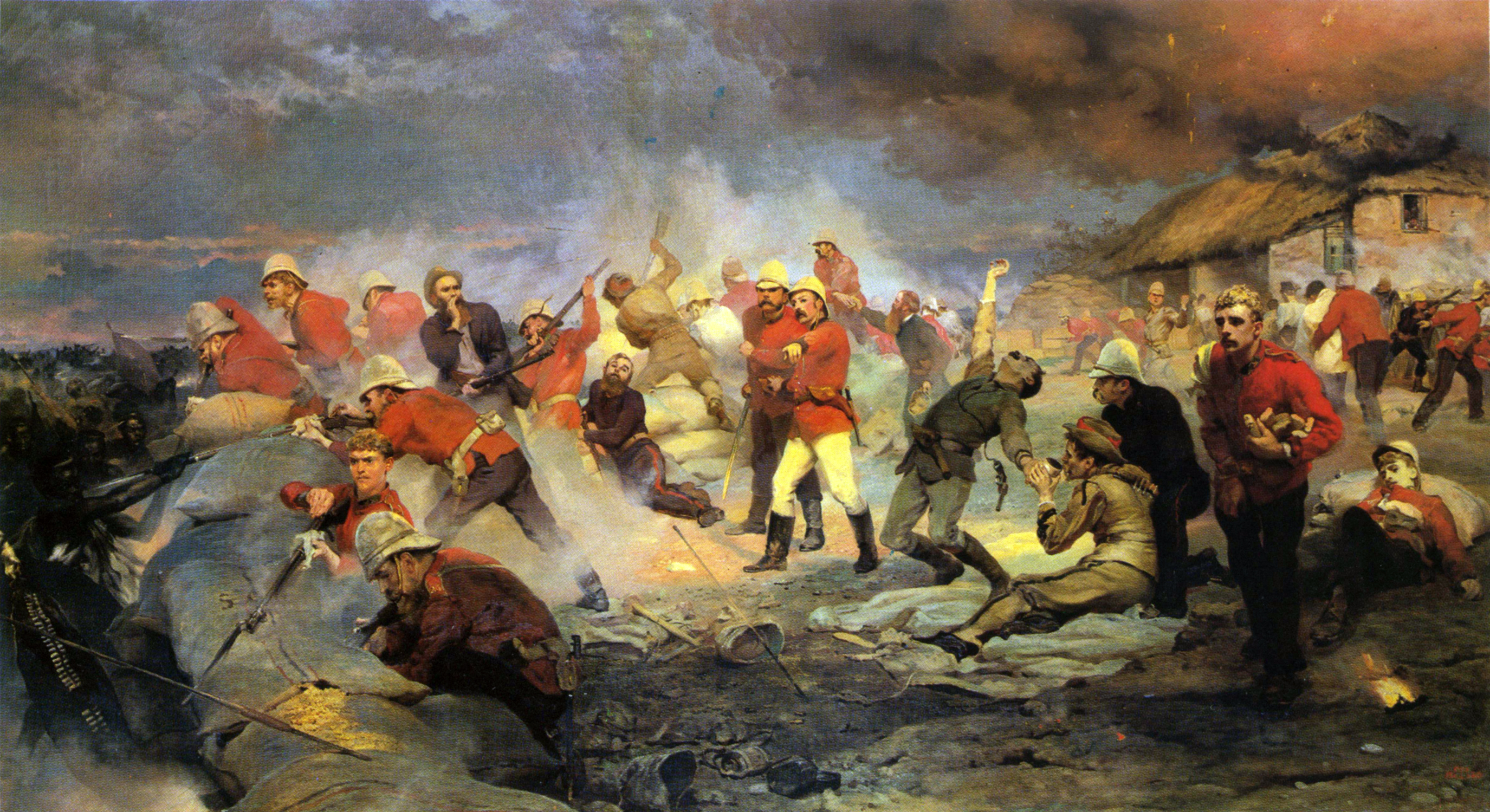
The Defence of Rorke's Drift
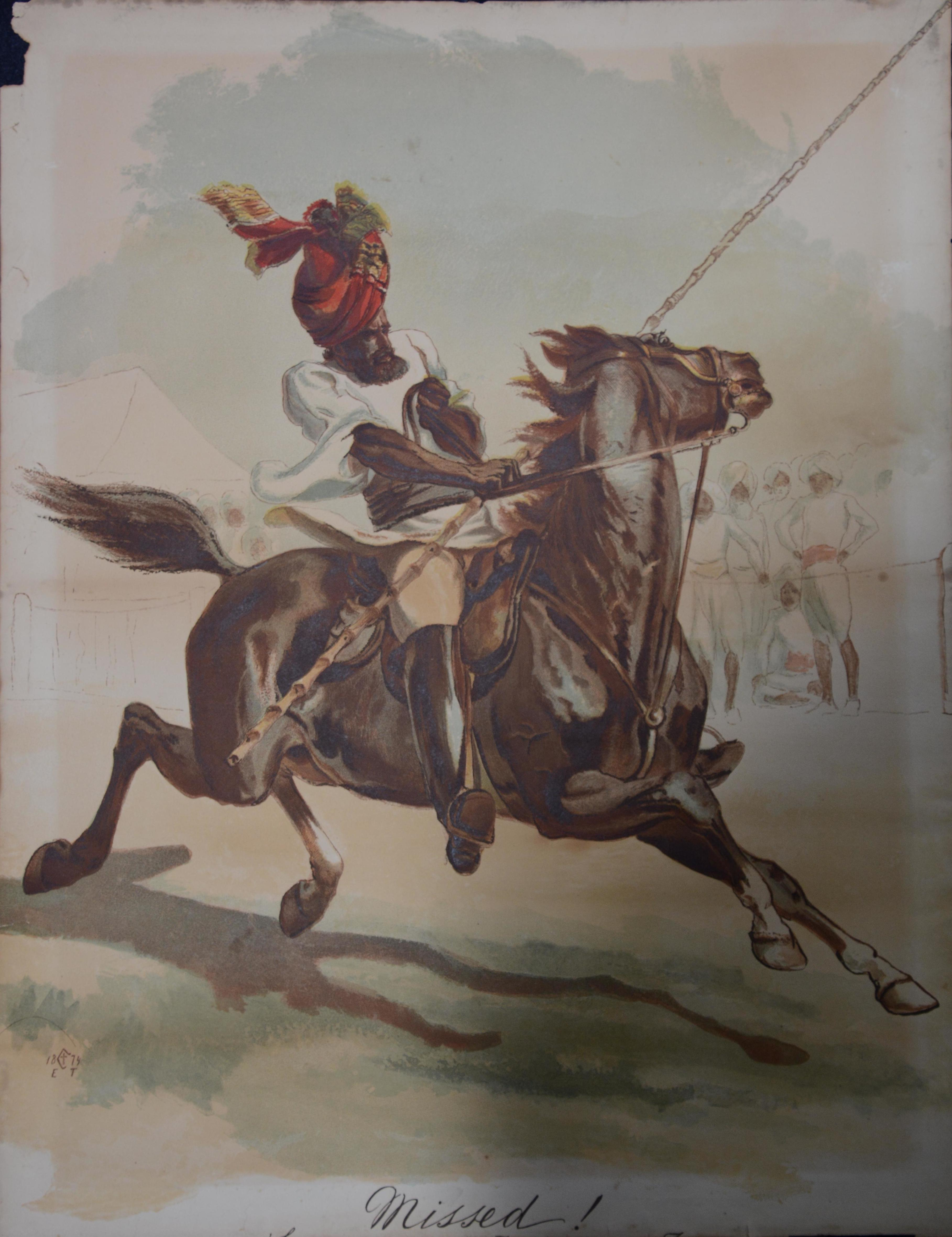
Missed, 1874
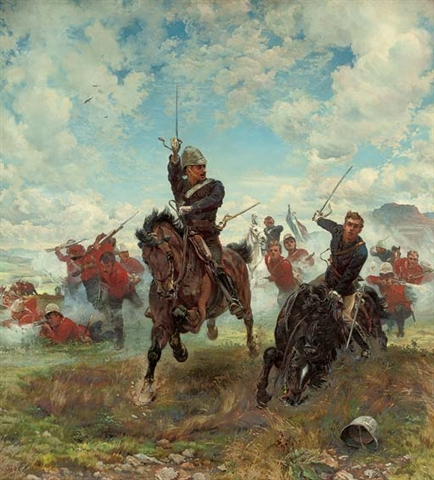
Floreat Etona! (Slaget vid Laing's Nek, Första Boerkriget)